# Raúl Belén
Pour les articles homonymes, voir Belén.
Raúl Oscar Belén (né le 1er juillet 1931 à Santa Fe en Argentine et mort le 22 août 2010 à Rosario) est un footballeur international argentin, qui évoluait au poste d'attaquant.

## Biographie

### Carrière en sélection
Avec l'équipe d'Argentine, il dispute 31 matchs (pour 9 buts inscrits) entre 1959 et 1963. Il figure notamment dans le groupe des sélectionnés lors de la Copa América de 1959 (Argentine).
Il dispute également la coupe du monde de 1962.

## Palmarès
Argentine
- Copa América (1) :
  - Vainqueur : 1959 (Argentine).